# المرأة في سان مارينو

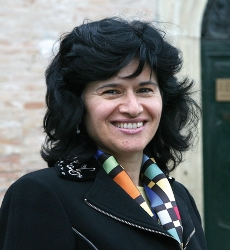
أنتونيلا مولاروني، وزيرة دولة بجمهورية سان مارينو.

النساء في سان مارينو نساء أوروبيات يعشن في جمهورية سان مارينو أو ينتمين إليها. تتمتع نساء السامارينيين حاليًا بجميع الحقوق الاجتماعية والسياسية تقريبًا التي يتمتع الرجال بها في سان مارينو.

## الحقوق السياسية
منحت سان مارينو حق الاقتراع للمرأة في أعقاب الأزمة الدستورية عام 1957، المعروفة باسم فاتتي دي روفيريتا. وحصلت المرأة السامارينية على حق التصويت في عام 1960. وتلقّت الحق في شَغْل المناصب السياسية في عام 1973.

## حقوق المواطنة
قبل القرن الحادي والعشرين، كانت قوانين الجنسية تنطوي على تمييز كبير ضد المرأة. في استفتاء 1982، لم تفز نساء سان مارينو بالحق في الاحتفاظ بجنسيتهن السامارينية إذا تزوجن أجانب من الذكور (19,000صوت الناخبون السامارينيون بعدم إلغاء القانون 1928 الذي خضع النساء السامارينيات لجنسية السامارينية إذا تزوجن أجانب) ؛ ونتيجة لفقدان الجنسية السامارينية، فقدت النساء أيضا الحق في التصويت وفي العمل وفي التملك، وفي الإقامة، وفي وراثة الممتلكات في جمهورية سان مارينو ولقد تم تغيير هذه القوانين في وقت لاحق؛ وفي عام 2000، أقر البرلمان قانونا جديدا للجنسية يلغي قانون الجنسية السابق، الذي بموجبه لا يمكن للمرأة التي تتزوج من أجنبي أن تنقل الجنسية إلى زوجها أو أطفالها وفي عام 2004، نصت قوانين جديدة على أن جميع النساء من سان مارينو تستطعن نقل جنسيتهن إلى أطفالهن عند الولادة.

## العنف ضد المرأة
وفي عام 2008، أصدرت سان مارينو القانون No.97 المؤرخ في 20 حزيران/يونيه 2008 بشأن منع وقمع العنف ضد المرأة.